# 范峻銘
范峻銘，暱稱ＪＭ。台湾演员。廣告出身，而後受「屏風表演班」的訓練，慢慢將演出觸角延伸至劇場、影視等領域。主演的作品包括，電視劇「一代新兵之八極少年」、「逆光青春」，電影「燃燒吧！歐吉桑」等。近年開始嘗試編劇與導演工作，並持續有攝影、文字創作的產出。

## 演出作品

### 電視
- 2012年－一閃一閃亮晶晶／飾  許書海 (大愛劇場)
- 2013年－逆光青春／飾  林明達 (台視)
- 2015年－明日天晴／飾  連世民 (大愛劇場)
- 2015年－阿嬌姨的苦甘人生／飾  小凱 (大愛劇場)
- 2015年－一代新兵之八極少年／飾  白耀祖 (中視、年代)
- 2018年－無生／飾  王仁倚 醫師 （公共電視新創短片）
- 2019年－必勝大丈夫／飾  華俊明 （三立電視）
- 2024年－妳是我的姐妹／飾  史丹利 （八大電視）

### 電影
- 2011年－  燃燒吧！歐吉桑／ 飾   翟南
- 2014年－ 等一個人咖啡／ 飾   咖啡廳討論學生
- 2015年－ 超能少年／ 飾  王大雲 （短片）（2015 中華電信MOD微電影大賽最佳男演員獎  入圍）
- 2016年－ 王牌御史 ／ 飾  Robert  (騰訊)
- 2016年－ 殺了我／ 飾  阿誠  （愛奇藝）
- 2017年－ 殺了我 2／飾  阿誠  （愛奇藝）
- 2017年－ 驚夢49天／飾  小姚
- 2018年－ 幽浮生檔案 / （愛奇藝）

### 網路劇集
- 2011年－租屋大戰 / 飾  李實輔  （痞客邦）
- 2018年－非私不可咖啡館／ 飾  可樂 （myVideo）
- 2018年－浪花男神／ 飾  姜凱

### 舞台劇
- 2010年－百合戀 （屏風表演班）
- 2012年－維妮 音樂劇 / 飾 小羅  （黑眼睛跨劇團）
- 2013年－莎姆雷特 吉慶版  / 代排演員（屏風表演班）
- 2014年－山海經傳 音樂劇 （師大表演藝術所）
- 2017年－千面惡女 音樂劇 / 飾 達利 （故事工廠）
- 2018年－照妖鏡 / （台中歌劇院駐館藝術家 顏寧志 跨界製作）
- 2020年－妖怪台灣 音樂劇 /  飾 滾地魔（故事工廠）

### 廣告
- 每招健康、Line pay、凱擘寬頻、怪物彈珠、kymco機車、味丹大絕韻、麥當勞搖搖薯條、水果醋方....等三十多支。

## 編導演作品
- 2016年－收信快樂 （2016 中華電信MOD微電影大賽金片子組  入圍）
- 2016年－愛情你我他她
- 2016年－如果世界反過來
- 2017年－剛剛

## 得獎經歷

### 攝影
- 2011 法國 PX3 國際攝影獎，Fine Art-Non-Professional，銀獎。

### 街舞
- 第一屆 MTV街舞大賽冠軍
- 第三屆 大江盃街舞大賽亞軍

## 相關新聞
- 天生喜感-范峻銘 （页面存档备份，存于）
- 誰演維妮？訪問廣告新銳范峻銘
- 男星范峻銘嘆在軍中就要乖一點 （页面存档备份，存于）
- 逆光青春殺青酒主角們大吐槽
- 惟毅揪陳澤耀、范峻銘 攔便車環島好瘋狂 （页面存档备份，存于）
- 黑馬「八極少年」 金鐘戲劇獎力抗「一把青」 （页面存档备份，存于）

## 外部連結
- 范峻銘 JM的Facebook專頁